# 퍼시 포싯
퍼시벌 해리슨 포싯(Percival Harrison Fawcett, 1867년 8월 81일 - 1925년 실종)은 영국의 지리학자, 포병 장교, 지도제작자, 고고학자이며, 남아메리카 탐험가이기도 하다. 그의 장남과 함께 1925년에 그와 다른 이들이 브라질 정글에 존재하다고 믿었고 엘도라도의 흔적이라고 여겨 이름 붙인 고대 도시 "Z"를 탐험하던 도중 실종됐다.

## 생애

### 어린 시절
퍼시 포싯은 1867년 8월 18일 잉글랜드의 데번 주 토키에서 에드워드 보이드 포싯과 마이러 엘리자베스 (Myra Elizabeth, 처녀 때 성 맥두걸 [MacDougall])의 아들로 태어났다. 그는 뉴튼애벗 사립 학교에서 버트먼 플레처 로빈슨과 함께 조기 교육을 받았다. 퍼시 포싯의 인도 출생의 아버지는 왕립지리학회의 멤버였다. 퍼싯의 형인 에드워드 더글러스 포싯은 산악가, 동방의 신비학자, 철학 서적과 인기 모험 소설 작가였다.
포싯은 생도생으로서 울리치 영국 왕립 육군 사관 학교에 진학하여, 1886년 7월 24일에 왕립 포병대 중위로 임관했다. 1896년 1월 13일 그는 제1 콘월 포병 지원대의 부관이 됐으며, 1897년 6월 15일 대위로 진급했다. 그는 이후 실론 트링코말리에서 근무했는데, 이곳에서 미래의 아내가 된 니나 아그네스 패터슨 (Nina Agnes Paterson)을 만나 약혼식을 가진 후 1901년 1월 결혼식을 올렸다. 그들은 잭 (1903년 생)과 브라이언 (1906년–1984년) 아들 두 명과, 딸 조앤 (1910년–2005년)을 가졌다. 그는 측량과 지도 제작을 공부하기 위해 1901년 왕립지리학회에 가입했다. 이후 그는 북아프리카의 영국 비밀정보부에서 측량술을 하면서 근무했다. 1903년에서 1906년 코크 주의 스파이크 아일랜드에 있는 육군성에서 근무하며 1905년 1월 11일 소령으로 진급했다. 그는 헨리 라이더 해거드와 아서 코난 도일 등의 작가들과 친구가 되었고; 도일은 포싯의 아마존 분지 현장 보고서를 그의 소설 《잃어버린 세계》등에 사용했다.

### 초기 탐험
포싯의 최초 남미 탐험은 39세의 나이에 왕립지리학회의 요청으로 볼리비아와 브라질 국경에 있던 정글 지역의 지도를 만들기 위해 브라질로 떠난 1906년 (5월 2일에 착수)이었다. 학회는 그 지역 국가이익에서 편파적이지 않는 제3 세력으로서 해당 지역에 대한 지도 제작을 의뢰받았었다. 그는 6월에 볼리비아의 라파스에 도착했다. 1907년 탐험이 이뤄지는 동안에 포싯은 발걸음 62 걸음에 해당하는 크기의 거대 아나콘다를 보았고 총을 쐈다고 주장했었지만, 이 주장으로 그는 과학자들로부터 조롱받았다. 그는 그 밖에 그가 두 차례 보았다고 하는 폭스하운드 크기의 작은 개 같은 고양이나 원주민들을 수 차례 독살시켰다고 말해지는 거대한 아파사우카 거미 같은 동물학에 알려지지 않은 신비로운 동물들에 대한 기록을 남겼다.
포싯은 1906년과 1924년 사이 7차례 탐험을 했다. 그는 선물과 인내, 공손한 행동을 통해 원주민들과 대부분 우호적이었다. 1908년에 그는 리오베르데 강 (브라질)의 수원을 추적했고 1910년에는 1월 19일 영국 영국을 전역하고, 헤아트 강 (페루와 볼리비아 국경 사이)의 수원을 찾는 여정을 하였다. 1913년 탐험 이후, 그는 코를 두 개 가진 개를 보았다고 주장했다. 그 생물은 이중 코 안데스 타이거 하운드로 여겨지고 있다.
문서 조사를 바탕으로 포싯은 1914년에 브라질의 마투그로수 주 어딘가에 있는 그가 "Z"라고 이름붙인 "잃어버린 도시"에 대한 이론을 만들어냈다. 그는 아마존 지역에 한때 존재했던 고도 문명과 고립되어 남아있는 그 흔적이 존재한다라고 생각했다. 포싯은 또한 바이아 주의 세르탕을 탐험하고 작성된 필사본 512 (포르투갈어)라는 문서를 리우데자네이루의 국립 도서관에서 발견해냈다. 그 문서는 1753년에 아치와 조각상, 상형문자가 적힌 신전이 있는 고대 도시의 잔해를 발견했다고 하는 포르투갈인 반데이란트 주앙 다 실바 기마랑이스가 저술한 것이라 믿어졌으며, 해당 도시는 특정한 장소를 제외하면 엄청나게 상세하게 묘사되었다. 이 도시는 "Z"이후 포싯에게 두 번째 여정지가 되었다. (포싯의 저서 《Exploration Fawcett》 참고)
제1차 세계 대전이 발발하면서 포싯은 왕립 포병대 예비역 장교로서 영국 육군에 복부하기 위해 영국으로 귀환했고, 플랑드르 임무에 자원하여 그 당시 그의 나이 50세에 가까웠지만 포병여단을 지휘하였다. 그는 1918년 3월 1일 소령에서 중령으로 진급했고, 1916년 11월과 1917년 11월, 1918년 11월에 더글러스 헤이그로부터 세 차례나 수훈 명단에 올랐고, 1917년 6월에는 무공 훈장을 받기도 했다.
종전 후 포싯은 야생 동물과 고고학 연구를 위해 브라질로 돌아갔다. 1920년 "Z"를 찾기 위한 단독 시도를 했지만 그의 열병과 짐을 나르는 가축이 총에 맞으면서 끝이 나고 말았다.

### 마지막 탐험
1925년에 글로브 (Glove)라고 알려진 런던을 기반으로 하는 자본가 그룹의 투자를 받아, 포싯은 그의 장남 잭과 잭의 가장 오래된 절친 롤리 리밀 (Raleigh Rimel)과 함께 "Z"를 찾기 위한 탐사를 위해 브라질로 돌아갔다. 포싯는 그가 귀환하지 못하면 구조자들을 걱정하며 구조 탐사대를 보내지 말라는 지시를 남겼다.
포싯은 다년 간의 탐사를 했었던 사람이었고, 통조림 식품, 분유, 총기, 조명탄, 육분의, 크로노미터 등의 장비를 챙겨왔다. 그의 여정 동반자들은 둘다 체력, 능력과 서로에게 충실한 점으로 선발됐고; 포싯은 여정이 가볍고 외부인들에게 호전적인 원주민들에게 들키지 않기 하기 위해 두 명만을 선발했다.
1925년 4월 20일 그의 마지막 탐험대가 쿠이아바에 도착했다. 그의 주요 동반자 두 명과 더불어 그는 브라질인 노동자 두 명, 말 두 필, 8마리의 노새, 한 쌍의 개도 동반했다. 탐험대에게서 마지막 연락은 포싯이 원주민 연락처를 통해 그의 아내에게 쓴 편지 1925년 5월 29일이였고, 편지에서 그는 잭과 롤리만이 미탐험 지역에 들어갈 준비가 됐다고 했었다. 그들은 아마존강의 동남쪽 지류강인 싱구 강을 건너고 있는 것으로 기록됐다. 데드 호스 캠프에서 쓴 마지막 편지는 그들의 위치와 여정이 난관적임을 알려주었다.
많은 사람들은 그 당시 인접한 부족의 인디언들이 그들을 죽였을 것이라 추정했다: 그들을 마지막으로 목격한 부족인 칼라팔로족은 그들이 아루마족 (Arumá), 수야족, 샤반테족의 영토에 들어가는 걸 보았다고 한다. 칼라팔로족은 세 명의 탐험가가 도착한 구술이야기가 있는데, 그들은 동쪽으로 갔고, 5일 뒤에는 그 무리가 더 이상 불을 피우지 않는다는 걸 알아차렸다고 한다. 칼라팔로족은 매우 폭력적인 부족이 그들을 죽인 것 같다고 전했다. 하지만 포싯의 동반자였던 두 청년들이 마지막으로 보았을 때 절뚝거리고 병을 앓았고, 그들이 살해당했다라는 어떠한 증거도 없다. 그들은 브라질 정글의 자연적 원인으로 인해 사망했다고 보는 것이 적절하다.
1927년에 포싯의 명판이 인디언 부족에게서 발견됐다. 1933년 6월에는 포싯의 경위의가 아니세투 보텔류 (Aniceto Botelho) 중령에 의해 마투그로수 주의 인근 바치아리족 (Baciary)에게서 발견됐다. 하지만 명판은 마지막 탐험 5년전의 것이고 인디언 부족 족장에게 선물로 준 것일 것이다. 경위의는 그의 마지막 여정에 들어가기 전에 놓고 간 것으로 밝혀졌다.

#### 데드 호스 캠프
데드 호스 캠프, 또는 포싯의 캠프는 포싯이 그의 마지막 탐험 중에 만든 주요 야영지 중 하나이다. 이 야영지는 알려진 그의 마지막 위치이다.
데드 호스 캠프에서 포싯은 그의 아내에게 그와 동반자들이 마주친 어려움, 그의 좌표, 롤리 리멜에게 진 빚, 가까운 장래의 그의 계획등을 썼다. 그는 그가 보낸 편지에서 "어떤 실패도 두려워 할 필요가 없다..."라는 말로 마무리 지었다.
데드 호스 캠프에 대한 한가지 의문점은 포싯이 캠프에 준 좌표의 불일치에 관한 것이다. 그의 아내에게 쓴 편지에서 그는: "우리는 데드 호스 캠프에 있어, 위도 11 남경 43도, 경도 54 서경 35도 지점이고 여기에서 1920년에 말이 죽었어" (남위 11° 43′  서경 54° 35′  / 남위 11.717°  서경 54.583° ). 하지만 북아메리카 신문 연맹의 보고서에서 그는 남위 13° 43′  서경 54° 35′  / 남위 13.717°  서경 54.583° 라는 좌표를 주었다.
이 불일치는 타이포그래피 오류로 보인다. 하지만 그는 의도적으로 다른 사람들이 그의 노트를 이용해 잃어버린 도시를 찾지 못하도록 위치를 숨긴 거일 수도 있다. 이는 구조 시도를 단념시키려고 한 거일 수도 있는데; 포싯은 그가 실종될 경우 너무나도 위험할 수도 있기에 구조팀을 보내지 말라고 밝힌바 있었다.

## 사후 논란과 추측

### 루머와 증명되지 않은 보고서
그 후 수십 년 동안 여러 팀들이 일부 구조 탐사대에 나섰으나 실패했다. 그들은 확인되지 않은 여러 소문만을 들었을 뿐이었다.
지어낸 이야기에는 100여명에 이르는 구조대원들이 포싯의 운명을 확인하기 위해 시도한 여러 원정들에서 사망했다고 추정했지만, 실제 사망자는 홀로 다니다가 사망한 단 한 명에 불가했다. 초기 탐사대 중 하나는 미국인 탐험가 조지 밀러 다이어트가 이끄는 것이었다. 1927년에 그는 알로이케족 (Aloique) 인디언들에게서 포싯의 죽음에 관한 증거를 찾았다고 주장했지만, 그의 이야기는 신빙성이 없었다. 1930–31년에 알로하 원더웰은 그를 찾던 중에 마투그로수 주의 아마존 강에서 그녀의 수상기를 착륙에 사용했었다. 비상 착륙 후 6주 간 보로로족 (Bororo )과 지낸 알로하와 그녀의 남편 월터는 브라질로 돌아갔다. 1951년에 한 탐험대가 사람의 뼈를 발굴 해냈으나 포싯이나 다른 동반자들과 관련이 없었다.

### 오를란두 빌라즈보아스 이야기
덴마크 탐험가 아르네 팔크뢴네는 1960년대 동안 마투그로수 주로 탐험을 떠났다. 1991년에 그의 저서에서 포싯의 살인자들 중 한 명에게서 들었다고 하는 오를란두 빌라즈보아스로부터 포싯의 운명을 알게 됐다고 하였다. 주장한 바에 의하면 포싯과 그의 동료들은 강에서 작은 사고가 있었고 인디언 부족들을 위해 가져온 선물들 대부분을 잃어버렸다고 한다. 선물 없이 계속하는 것은 심각한 외교 의례 위반이었다. 그 이후로 탐험 대원들이 모두 심각하게 병을 앓았고, 칼라팔로족은 그들을 죽이기로 결정했다는 것이다. 잭 포싯과 롤리 리멜의 시신은 강에 던져졌고; 포싯 중령은 노인으로 여겼기에 적절한 장례를 치러주었다고 한다. 팔크뢴네는 칼라팔로 부족을 방문하여 부족원 중 한 사람에게 포싯이 어떻게 왜 죽었는지에 대한 빌라즈보아스의 이야기가 사실임을 조사했다.

### 포싯의 유골
1951년 브라질 토착민들을 위한 사회운동가 오를란두 빌라즈보아스는 포싯의 실제 남아있는 유골을 받았고 과학적 분석 의뢰를 하였다. 전해진 바에 의하면 분석 결과는 그 유골이 포싯의 것으로 확인되었지만, 그의 아들 브라이언 포싯 (1906년–1984년)은 그 결과를 받아들이는 걸 거부했다. 빌라즈보아스는 브라이언이 그의 아버지의 실종에 대한 서적으로 벌어들이는 돈에 너무 관심을 가졌기에 그랬다고 주장했다. 나중에 이루어진 과학적 분석에서는 그 유골이 포싯의 것이 아닌것으로 확인됐다. 1965년 그 유골은 상파울루에 있는 빌라즈보아스 형제의 건물 중 한 곳의 상자에 있다고 알려졌다.
1998년에 잉글랜드인 탐험가 베네딕트 앨런은 빌라즈보아스가 퍼싯의 탐험대원 세 명이 죽임을 당했다고 밝혔던 카라팔로 인디언족과 이야기를 하러 갔다. 카라팔로족의 원로 중 한 명인 바후비 (Vajuvi)는 앨런과 함께한 BBC의 인터뷰에서 그 뼈는 퍼싯의 것이 아니라 45년전 빌라즈보아스 형제가 발견한 것이라고 주장했다. 바후비는 또한 자신들의 부족이 퍼싯의 실종에 관여를 했다는 것을 부인했다. 양쪽의 주장을 뒷받침할 어떠한 증거도 존재하지는 않는다.

### 러시아 다큐멘터리
2003년 러시아 다큐멘터리 영화 "Проклятье золота инков / Экспедиция Перси Фоссета в Амазонку" (잉카 황금의 저주 / 퍼시 포싯의 아마존 탐험)이 "Тайны века" (세기의 미스터리)라는 텔레비전 프로그램 시리즈의 일부로서 방영됐다. 그 영화에서는 가장 유력한 포싯의 마지막 행방 위치에 갔었고 포싯의 운명에 관해 알리예프가 발견한 것과 인상, 추정등을 목적으로 최근에 이뤄진 올레크 알리예프 (Oleg Aliyev)의 탐험을 강조했다.

### 정글의 공동체
2004년 3월 21일 영국의 신문 옵저버는 포싯의 사적인 문서들을 연구한 TV 감독 미샤 윌리엄스 (Misha Williams)가 포싯이 의도적으로 영국으로 돌아가지 않았고 신지학을 기반으로 하고 그의 아들 잭을 섬기는 정글 공동체가 있다고 믿는다는 것을 보도하고 했다. 윌리엄스는 2004년 4월에 방영된 《AmaZonia》의 서문에서 그의 연구에 대해 자세히 설명했다.

### 그랜의 《잃어버린 도시 Z》
2005년 더 뉴요커의 전속 작가 데이비드 그랜은 카라팔로족을 방문했고 그 부족을 처음으로 발견한 최초의 유럽인인 포싯의 대한 구전 역사가 보존되고 있음을 보고했다. 그들의 구전에서 포싯과 그의 일행은 그들의 마을에 머물렀고 동쪽을 향해 떠났다고 한다. 카라팔로족은 포싯과 일행들에게 그쪽으로 가게 되면 그곳을 점령하고 있는 "사나운 인디언족"들에게 살해당할 것이라고 경고를 했었고, 포싯은 가는 것을 고집했다. 카라팔로족은 그들이 실종되기 전 5일간 매일 저녁에 모닥불이 피어오르는 걸 보았다고 한다. 카라팔로족은 그들이 사나운 인디언족들에게 살해당했을 것이라 확신했다. 이 글에서는 또한 최근에 고고학자인 마이클 헤켄버거와 다른이들이 발견했고, 포싯이 찾고 있던 곳 인근에 실제로 존재하던 쿠히쿠구 (Kuhikugu)라고 알려진 대문명에 관해서도 전했다. 그랜의 발견물들은 그의 저서 《잃어버린 도시 Z》 (2009년)에 더욱 자세히 나와있다.

## 저서
- Fawcett, Percy and Brian Fawcett (1953), Exploration Fawcett, Phoenix Press (2001 reprint), ISBN 1-84212-468-4
- Fawcett, Percy and Brian Fawcett (1953), Lost Trails, Lost Cities, Funk & Wagnalls ASIN B0007DNCV4
- Fawcett, Brian (1958), Ruins in the Sky, Hutchinson of London

## 같이 보기
- 분류:실종된 탐험가

## 참고 문헌
- Falk-Rønne, Arne. (1991). Klodens Forunderlige Mysterier. Roth Forlag.
- 피터 플레밍. (1933) Brazilian Adventure, Charles Scribner's Sons ISBN 0-87477-246-X
- 데이비드 그랜 (2009) 《잃어버린 도시 Z》 ISBN 978-0-385-51353-1
- Leal, Hermes (1996), Enigma do Coronel Fawcett, o verdadeiro Indiana Jones (Colonel Fawcett: The Real-Life Indiana Jones; Published in Portuguese)
- La Gazette des Français du Paraguay, Percy Fawcett - Un monument de l'Exploration et de l'Aventure en Amérique Latine - Expédition du Rio Verde - bilingue français espagnol - numéro 6, Année 1, Asuncion Paraguay.
- Scriblerius, C.S. (2015), "Percyfaw Code, the secret dossier" Published by Amazon.com.